# Cathy Andrieu
 (avril 2025).
Pour les articles homonymes, voir Andrieu.
Cathy Andrieu, née le 25 juin 1970 à Carcassonne, est un mannequin et une actrice française.

## Biographie
Cathy Andrieu a été élue Miss Carcassonne 1988.
En 1990, elle est figurante dans le clip de la chanson Marie-Jeanne, de Michel Sardou, où elle apparaît dénudée au début.
En 1993, elle joue dans le clip de la chanson Celui qui passe de Phil Barney.
Elle est connue pour son rôle de Cathy dans la série Les Mystères de l'amour, depuis 2015, rôle qu'elle avait déjà tenu, dans les années 1990, au sein de la sitcom Hélène et les Garçons (dont Les Mystères de l'amour est un spin-off) et pour son rôle de Valentine, professeur d'arts plastiques, dans la série La Philo selon Philippe de 1995 à 1996. Elle joue, dans un épisode de la série Sous le soleil, le rôle de la fiancée du prince Paolo, censé l'épouser pour un mariage de convenance alors qu'il a une liaison avec l'héroïne de la série.
Cathy Andrieu a été l'épouse de David Proux, son ancien partenaire d'Hélène et les Garçons, avec qui elle a eu deux enfants, Alice et Mathis. Le couple est divorcé aujourd'hui. Elle est la cousine de Julie Andrieu, présentatrice télé,.
Elle continue une carrière de mannequin et a participé à de nombreuses publicités, à la fois télévisées et dans la presse (K2R, Médiatis, Eurodisney, Roc, etc.). Cathy Andrieu propose aussi des recettes sur le site internet Cuisine et vidéo.

## Filmographie

### Télévision
- 1992 : Hélène et les Garçons : Cathy
- 1995-1996 : La Philo selon Philippe : Valentine Dufresnoy, professeur d'arts plastiques
- 1997 : Sous le soleil : Anne Durkeim, fiancée du prince Paolo (saison 3, épisode 19 : Le compromis)
- Depuis 2015 : Les Mystères de l'amour : Cathy (arrivée à l'épisode 10 de la saison 8)[7]

### Publicité
- 2023 : L'Oréal Paris Revitalift Laser soin anti-âge triple action.